# Kunst Zij Ons Doel

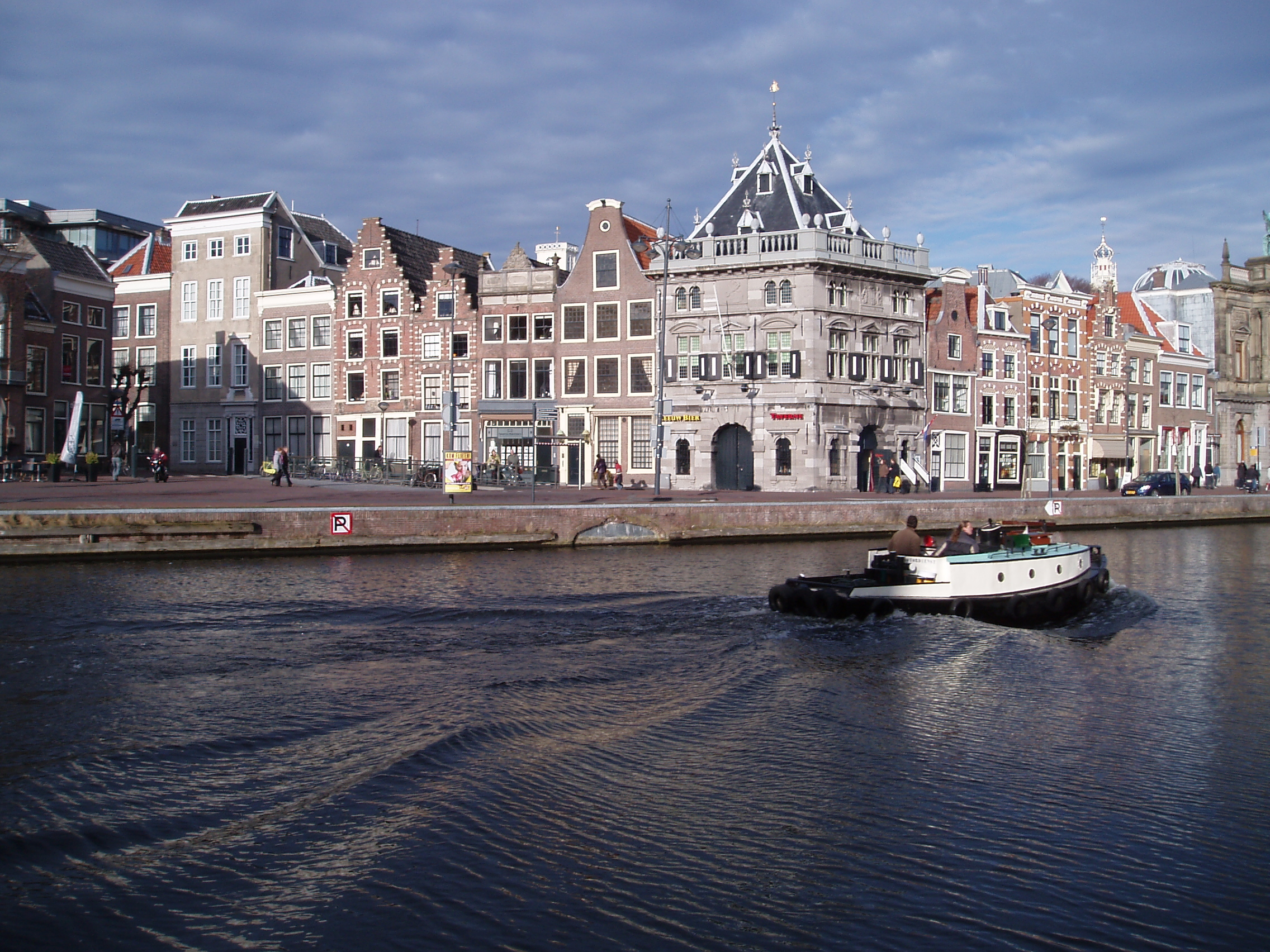
Verenigingsgebouw De Waag (met de ronde toegangsdeur)

Kunst Zij Ons Doel (KZOD) is een van de oudste beroepsverenigingen van beeldend kunstenaars in Nederland. KZOD is gevestigd in Haarlem, opgericht in 1821. 
KZOD is een afsplitsing van Kunstmin en Vlijt uit 1809, een vereniging die op haar beurt weer was voortgekomen uit het Teekencollegie. Het Teekencollegie volgde in 1796 de in 1772 opgerichte Teeken-academie op, die omstreeks 1795 vanwege een slechte financiële positie werd opgeheven.
Op de tekenavonden werkten beroemde kunstenaars, zoals Anton Mauve en Paul Gabriël. Ook Kees Verwey was lid van deze vereniging.  Na de Eerste Wereldoorlog was er in het genootschap een streven naar vernieuwing en uitbreiding van de activiteiten. Het oorspronkelijke tekencollege werd meer schildersvereniging en trad meer dan daarvoor naar buiten met tentoonstellingen, eerst in de Waag, later in een nieuwe tentoonstellingszaal in het Frans Halsmuseum.
Regelmatig werden exposities gehouden in het verenigingsgebouw De Waag in Haarlem.